# 다변량 정규분포
다변량 정규분포(multivariate normal distribution)는 정규분포를 다차원 공간에 대해 확장한 분포이다.

## 같이 보기
- 마할라노비스 거리